# Liste der Bodendenkmale in Bunsoh
In der Liste der Bodendenkmale in Bunsoh sind die Bodendenkmale der Gemeinde Bunsoh nach dem Stand der Bodendenkmalliste des Archäologischen Landesamts Schleswig-Holstein von 2016 aufgelistet.
| Denkmal-ID           | Befundart               | Bezeichnung                           | Zeitstellung                 | Lage | Bemerkungen | Bild |
| -------------------- | ----------------------- | ------------------------------------- | ---------------------------- | ---- | ----------- | ---- |
| aKD-ALSH-Nr. 000 118 | Grabmal > Großsteingrab | Steinkammer „Schalenstein von Bunsoh“ | Neolithikum                  |      |             |      |
| aKD-ALSH-Nr. 000 119 | Grabmal > Grabhügel     | Grabhügel                             | Vor- und/oder Frühgeschichte |      |             |      |
| aKD-ALSH-Nr. 000 120 | Grabmal > Grabhügel     | Grabhügel                             | Vor- und/oder Frühgeschichte |      |             |      |
| aKD-ALSH-Nr. 000 121 | Grabmal > Grabhügel     | Grabhügel                             | Vor- und/oder Frühgeschichte |      |             |      |
| aKD-ALSH-Nr. 000 122 | Grabmal > Grabhügel     | Grabhügel                             | Vor- und/oder Frühgeschichte |      |             |      |
| aKD-ALSH-Nr. 000 123 | Grabmal > Grabhügel     | Grabhügel                             | Vor- und/oder Frühgeschichte |      |             |      |
| aKD-ALSH-Nr. 000 124 | Grabmal > Grabhügel     | Grabhügel                             | Vor- und/oder Frühgeschichte |      |             |      |
| aKD-ALSH-Nr. 000 125 | Grabmal > Grabhügel     | Grabhügel „Goldberg“                  | Vor- und/oder Frühgeschichte |      |             |      |
| aKD-ALSH-Nr. 000 126 | Grabmal > Grabhügel     | Grabhügel                             | Vor- und/oder Frühgeschichte |      |             |      |
| aKD-ALSH-Nr. 000 127 | Grabmal > Grabhügel     | Grabhügel                             | Vor- und/oder Frühgeschichte |      |             |      |
| aKD-ALSH-Nr. 000 128 | Grabmal > Grabhügel     | Grabhügel                             | Vor- und/oder Frühgeschichte |      |             |      |
| aKD-ALSH-Nr. 000 129 | Grabmal > Grabhügel     | Grabhügel                             | Vor- und/oder Frühgeschichte |      |             |      |
| aKD-ALSH-Nr. 000 130 | Grabmal > Grabhügel     | Grabhügel                             | Vor- und/oder Frühgeschichte |      |             |      |
| aKD-ALSH-Nr. 000 131 | Grabmal > Grabhügel     | Grabhügel                             | Vor- und/oder Frühgeschichte |      |             |      |
| aKD-ALSH-Nr. 000 132 | Grabmal > Grabhügel     | Grabhügel                             | Vor- und/oder Frühgeschichte |      |             |      |
| aKD-ALSH-Nr. 000 133 | Grabmal > Grabhügel     | Grabhügel                             | Vor- und/oder Frühgeschichte |      |             |      |
| aKD-ALSH-Nr. 000 134 | Grabmal > Grabhügel     | Grabhügel                             | Vor- und/oder Frühgeschichte |      |             |      |
| aKD-ALSH-Nr. 000 135 | Grabmal > Grabhügel     | Grabhügel                             | Vor- und/oder Frühgeschichte |      |             |      |